# María Concepción Ladino
María Concepción Ladino (nacida en la década de 1960, Bogotá, Colombia) es una asesina en serie colombiana. Se le conoce por el alias de La bruja asesina, según las autoridades, asesinó a 6 personas, entre hombres y mujeres en la década de 1990.
Se ganaba la confianza de las personas y realizaba trabajos y rituales de hechicería con el fin ofrecerles protección, mejorar la calidad de vida y aumentar las ganancias de sus negocios. Al momento de su captura trató de suicidarse, además se declaró con problemas mentales, sin embargo, fue declarada culpable y sentenciada a 40 años de prisión en la cárcel El Buen Pastor de la ciudad de Bogotá.
La historia de Concepción Ladino fue llevada a la televisión a través de Discovery Channel, en el programa Instinto asesino. Aparece en la segunda temporada y su capítulo lleva por título Bruja Asesina, fue emitido el 7 de febrero de 2011.

## Biografía
Concepción Ladino nació en la ciudad de Bogotá. En su entorno era comúnmente conocida como «La Hermana María» o «Doña Conchita», vivía en la localidad de Fontibón, en Bogotá, en un apartamento que le fue arrendado por Carlos Montaña, propietario de la residencia. Desde un principio, María le ofreció los servicios de curandero a Carlos ya que, según ella, estaba enfermo y demacrado. Los trabajos consistieron en una serie de tomas y bebedizos guardados en frascos, además de baños especiales, los mismos que también fueron tomados por sus tres hijos. El 13 de octubre de 1994, perpetró lo que sería su primer asesinato, después de ofrecer una serie de bebidas a Carlos en su cuarto. La víctima accedió a estos y después de un tiempo, permaneció solo en el cuarto hasta que su esposa se percató de la situación, sin embargo, Concepción Ladino realizó una serie de sesiones espirituales por la salud de Carlos. Después de esto, intentó huir pero uno de los hijos ya había llamado a las autoridades, quienes al final no reportaron captura.
Después de estos acontecimientos, Concepción Ladino se trasladó a otro sitio de Fontibón. Allí conoció a un señor dueño de dos automóviles al cual también le ofreció servicios a cambio de 1 500 000 pesos, sin embargo, los trabajos no surtieron los efectos esperados, motivo por el cual Concepción Ladino citó a Nebardo Adalberto Guevara Torres al Río Cáqueza para hacerle un último trabajo con el fin de «cambiarle el físico y así protegerlo de sus enemigos». Finalmente, Guevara Torres nunca apareció, motivo por el cual su esposa interpuso una denuncia ante las autoridades en contra de Concepción Ladino que fue detenida por estafa, pero liberada por falta de pruebas.
Se trasladó a Bucaramanga, en el este lugar se hacía llamar «La Hermana María». Para finales de la década de 1990 conoció a Heidy Forero, una señora con problemas financieros y a quien también ofreció ayudarla. Concepción Ladino se la llevó en su carro a un lugar desolado donde la quemó después de dormirla con un somnífero. Como parte de su estrategia por evadir a las autoridades, se trasladó nuevamente a Bogotá, esta vez a un rancho donde conoció a una mujer que tenía un dinero guardado. A esta le dio escopolamina aunque no la mató pero la amenazó de muerte si decía algo. Se trasladó al barrio Ciudad Jardín donde conoció a una pareja de ancianos a quienes les hurtó 15 000 000 de pesos con engaños, ambos fueron asesinados. Las últimas víctimas de Concepción Ladino fueron 3 hermanas a quienes les robó 13 000 000 de pesos con engaños, les aseguró que salvaría a su madre de un tumor cancerígeno que tenía en el cuello; la señora finalmente falleció y la bruja les robó el dinero. Ante esto, citó a las 3 hermanas a las afueras de Bogotá para devolverles el dinero sin embargo, las asesinó con piedras de gran tamaño con la ayuda de otras dos personas.

## Condena
María Concepción Ladino fue capturada por la Fiscalía General de la Nación en 1999, después de una extensa búsqueda por varios meses. Fue condenada a 40 años de prisión, sentencia que fue proferida por un juzgado especializado de Bogotá. La culparon por el crimen de 6 personas, incluyendo a las 3 hermanas asesinadas a las afueras de Bogotá, también por estafar a más de 20 personas, fue condenada a pagar la sentencia en la cárcel El Buen Pastor.